# The Flatiron (Las Vegas)
The Flatiron fue un proyecto visionario de una torre de 178 metros (584 pies) de altura y 50 pisos que se habría localizado en Las Vegas, Nevada.